# Ninette de Valois
Pour les articles homonymes, voir Valois.
Ninette de Valois (de son patronyme Edris Stannus) est une danseuse et chorégraphe née à Baltibouys (Irlande) le 6 juin 1898 et morte à Barnes, à Londres, le 8 mars 2001, à l'approche de ses 103 ans.

## Biographie
Sa famille quitte l'Irlande pour Londres en 1909. Elle commence à danser à l'âge de dix ans et est remarquée en Angleterre pour la grâce de ses mouvements. En 1913, elle décide de devenir danseuse professionnelle et prend le nom de Ninette de Valois.
À 26 ans, elle cesse son activité de danseuse quelque temps après avoir appris qu'elle souffre d'un cas non diagnostiqué de polio infantile, puis revient sur scène. Elle étudie auprès d'Édouard Espinosa, d'Enrico Cecchetti, et de Nicolas Legat. Son expérience de trois méthodes d'enseignement contribue à son intérêt pour la pédagogie de cet art. En 1928, elle est engagée par Lilian Baylis pour diriger son ballet Sadler's Wells. Sous sa direction la compagnie s'agrandit pour devenir la « Sadler's Wells Royal Ballet Company » qui se divise par la suite pour former le « Birmingham Royal Ballet » et le « Covent Garden's Royal Ballet ».
Elle danse jusqu'en 1937, et chorégraphie jusqu'en 1943. Elle est, entre autres, le mentor d'Alicia Markova.
Elle est la fondatrice de l'Academy of Choreographic Arts qui donne plus tard naissance à la Royal Ballet School de Londres. En 1963, elle prend sa retraite en tant que directrice du Royal Ballet, mais reste à la tête de l'école jusqu'en 1972, et y enseigne.
Elle reçoit la Légion d'honneur en 1950 et est faite « Dame » dans l'ordre de l'Empire britannique en 1951.
Elle meurt à Barnes, Londres, le 8 mars 2001, à l'approche de ses 103 ans,.

## Distinctions
- Chevalière de la Légion d'honneur (1950).